# Agofredus
Agofredus, of Agofroy was een Frans monnik en heilige uit de 8ste eeuw. Hij werd in 738 abt van de abdij van Lacroix, in opvolging van zijn broer Leutfridus.
Zijn feestdag wordt gevierd op 24 augustus.